# American Death Trip
American Death Trip (The Cold Six Thousand en anglais) est un roman de James Ellroy paru en 2001. 
Il s’agit du deuxième volume de la trilogie American Underworld Trilogy dont le premier volume est American Tabloïd (paru en 1995) et le dernier Underworld USA (paru en 2010).
Ce roman s'écarte un peu plus de l'actualité américaine de la fin des années 1960 pour se recentrer sur la fiction. 
On y retrouve les personnages  du premier tome ayant survécu, principalement Pete Bondurant, Ward J. Littell et J.E. Hoover.
Les personnalités qu'on croyait cerner à la fin d’American Tabloid montrent de nouvelles facettes, brouillent les pistes, nous font douter.
Viennent s'ajouter des personnages encore plus durs et ambigus tels que les Tedrow, plus emblématiques des tensions de la société américaine de ces années.
La ségrégation, le Mouvement des droits civiques aux États-Unis, la corruption et le mensonge de la guerre du Viêt Nam font partie entre autres du paysage politique de ce roman.
Plus dense, mais un peu plus confus qu’American Tabloïd, ce roman est aussi bien plus noir et violent.

## Personnages
Un personnage fait son apparition ; c'est un tueur français nommé Jean-Philippe Mesplède, en hommage au critique spécialiste du roman noir Claude Mesplède. Quant au personnage de Pete Bondurant, Ellroy se serait inspiré du célèbre criminel canadien Lucien Rivard,. 

## Structure
American Death Trip est écrit délibérément avec une structure très précise, suivant en cela le premier volume de la trilogie. Comme dans American Tabloïd, chaque chapitre commence avec : 
- le numéro du chapitre,
- le lieu où l’action commence (généralement le nom de la ville),
- la date à laquelle l’action commence (dans la version anglaise, au format américain MM/DD/YYYY).

Le livre ne contient ni introduction, ni épilogue, mais il contient certains chapitres de résumé. Il est divisé en 6 livres présentés chronologiquement :
1. Extradition, du 22 au 25 novembre 1963
2. Extorsion, de décembre 1963 à octobre 1964
3. Subversion d’octobre 1964 à juillet 1965
4. Coercition, de juillet 1965 à novembre 1966
5. Incursion, du 27 novembre 1966 au 19 mars 1968
6. Interdiction, du 19 mars au 9 juin 1968